# Кумар, Нишад
Нишад Кумар (род. 3 октября 1992 или 3 октября 1999, Уна, Химачал-Прадеш) — индийский паралимпиец-легкоатлет, прыгун в высоту. Он впервые выступил на Паралимпийских играх в 2020 году в Токио и завоевал серебряную медаль в категории T47 с новым азиатским рекордом 2,06 метра.

## Биография
Нишад Кумар родился 3 октября 1999 в Уне (штат Химачал-Прадеш) . Он попал в трагическую аварию в возрасте восьми лет и потерял правую руку.
В начале 2021 года перенёс COVID-19. Он получил высшее образование в Университете Химачал-Прадеш

## Карьера
В 2009 году он занялся паралимпийской лёгкой атлетикой. В ноябре 2019 года он завоевал бронзовую медаль в категории T47 на чемпионате мира и в результате получил право на участие в летних Паралимпийских играх 2020 года. Он завоевал золотую медаль в категории T46 на Гран-при среди спортсменов-паралимпийцев 2021 года, который проходил в Дубае.
Он также вторым индийцем, выигравшим медаль на летних Паралимпийских играх 2020 года после Бхавины Патель. Кумар стал вторым в прыжках в высоту категории T47. Он показал одинаковый результат по попыткам с американцем Далласом Уайсом и разделил с ним серебро. Оба спортсмена преодолели высоту 2,06 метра.